# Lady Sings the Blues
Lady Sings the Blues (bra: O Ocaso de uma Estrela) é um filme estadunidense de 1972, do gênero drama biográfico-musical, dirigido por Sidney J. Furie, com roteiro de Chris Clark, Suzanne De Passe e Terence McCloy baseado no livro autobiográfico de Billie Holiday, Lady Sings the Blues, escrito com William Dufty e publicado em 1956, Protagonizado por Diana Ross .
Produzido pela Motown Productions para a Paramount Pictures, o filme traz Diana Ross no papel principal, além de Billy Dee Williams e Richard Pryor.

## Prêmios e indicações
| Prêmio             | Categoria                     | Recipiente                                    | Resultado |
| ------------------ | ----------------------------- | --------------------------------------------- | --------- |
| BAFTA 1974         | Melhor atriz                  | Diana Ross                                    | Indicado  |
| Globo de Ouro 1973 | Revelação feminina            | Diana Ross                                    | Venceu    |
| Globo de Ouro 1973 | Melhor atriz - drama          | Diana Ross                                    | Indicado  |
| Globo de Ouro 1973 | Melhor trilha sonora          | Michel Legrand                                | Indicado  |
| Oscar 1973         | Melhor atriz                  | Diana Ross                                    | Indicado  |
| Oscar 1973         | Melhor roteiro original       | Chris Clark, Suzanne De Passe, Terence McCloy | Indicado  |
| Oscar 1973         | Melhor trilha sonora adaptada | Michel Legrand                                | Indicado  |
| Oscar 1973         | Melhor direção de arte        | Carl Anderson                                 | Indicado  |
| Oscar 1973         | Melhor figurino               | Bob Mackie, Ray Aghayan, Norma Koch           | Indicado  |